# Hacktivist
Gli Hacktivist sono un gruppo musicale rap metal britannico, formatosi a Milton Keynes nel 2011.

## Storia del gruppo
Il gruppo iniziò la sua attività nei primi anni 2010, dopo che il chitarrista originario Timfy James aveva abbandonato gli 'Heart of a Coward'. James ha dichiarato che la formazione degli Hacktivist fu un "colpo di fortuna", senza direzioni musicali particolari, ma il loro stile prese forma in seguito all'incontro con un rapper della scena metal locale, che incise parti vocali in alcuni vecchi demo del chitarrista. Grazie alla popolarità conseguita dai demo in forma telematica, James decise di dar luogo a una formazione completa, assumendo Richard Hawking alla batteria, Josh Gurner (ex-Sacred Mother Tongue) al basso e Ben Marvin (già negli Heart Of A Coward) come secondo cantante. Nel 2012 il gruppo pubblicò un extended play omonimo, da cui fu estratto come singolo il brano "Unlike Us", giunto subito al secondo posto della classifica metal britannica di Amazon. Nonostante la pubblicazione indipendente, l'EP permise ai suoi autori di acquisire notorietà presso riviste dedicate al genere, in particolare Metal Hammer, e le loro canzoni ebbero un seguito significativo su BBC Radio 1.
Dopo la pubblicazione dell'EP, il gruppo cominciò le proprie esibizioni dal vivo in tour. Presero inizialmente parte a concerti dei colleghi Enter Shikari e Korn, e si esibirono in alcuni festival europei come Sonisphere Festival, Download Festival, Rock am Ring e Rock im Park, nell'estate del 2013. Nello stesso anno il gruppo pubblicò la canzone "Elevate", accompagnata da un video e resa disponibile in rete con download libero., e si presentarono in seguito con una cover di "Niggas in Paris", incisa in origine da Jay-Z e Kanye West, accompagnata da un video che comprendeva frammenti della loro esibizione. Inoltre si esibirono dal vivo per conto di BBC Radio 1, ai Maida Vale Studios.
L'11 novembre 2013 il gruppo pubblicò una nuova edizione del loro primo EP, con 4 tracce bonus, e in inverno il gruppo sostenne un tour nazionale, a fianco dei colleghi The Algorithm.
Il 4 agosto 2014 gli Hacktivist pubblicarono il singolo "False Idols", accompagnato da un video, e giunto presto al primo posto della classifica metal britannica di iTunes. Il 12 novembre fu invece la volta del singolo "Deceive and Defy" e del relativo video, con la partecipazione vocale degli Heart in Hand. Negli ultimi mesi del 2014 il gruppo si esibì al vivo a fianco dei colleghi Dead Harts e One Hundred.
Il 17 gennaio 2016 gli Hacktivist fecero uscire il singolo "Buszy", e il 4 marzo pubblicarono il loro primo album in studio, Outside the Box.
Il 20 gennaio 2017 Ben Marvin abbandonò il gruppo, per motivi di famiglia, sostituito dal cantante e rapperJot Maxi. A maggio la band fece uscire '2 Rotten', remix del brano 'Rotten' proveniente dal loro primo album, dove il nuovo membro apportò un contributo vocale più significativo.
Il 28 marzo 2018 gli Hacktivist annunciarono la loro separazione dal membro fondatore Timfy James, sostituito un anno dopo da James Hewitt.
Nei primi mesi del 2019 il gruppo intraprese alcuni concerti nel Regno Unito, e il 10 aprile pubblicarono il singolo 'Reprogram'. Nel 2021 la band ha fatto uscire la canzone "Planet Zero" e il suo video, per promuovere il secondo album in studio Hyperdialect.

## Stile musicale
Gli Hacktivist sono noti per l'uso di chitarre a otto corde e bassi a sei corde, suonati con la tecnica del downtuning, e per le parti vocali delle loro canzoni, ispirate prevalentemente dal rap. In molti loro testi trattano di anarchia, complotti, corruzione, censura, violenza, lotta all'oppressione, e in genere di questioni sociali.
Il gruppo è annoverato nelle correnti rap metal e grime, e trae ispirazione anche dal nu metal e dal djent, in particolare aggiungendo parti vocali rap a quest'ultimo.

## Formazione
Attuale
- Jermaine 'J' Hurley – voce (2011–presente)
- Josh Gurner – basso (2011–presente) e voce (2018–presente)
- Richard Hawking – batteria (2011–presente)
- Jot Maxi – voce (2017–presente)
- James Hewitt – chitarra e programmazione (2018–presente)

Ex componenti
- Ben Marvin – voce (2011–2017)
- Tim 'Timfy' James – voce, chitarra, programmazione (2011–2018)

## Discografia

### Album in studio
- 2016 - Outside the Box
- 2021 - Hyperdialect

### EP
- 2013 - Hacktivist
- 2016 - Over-Throne

### Singoli
- "Hacktivist" (2012)
- "Elevate" (2013)
- "Niggas in Paris" (2013, Kanye West and Jay-Z cover)
- "False Idols" (2014)
- "Deceive and Defy" (2014)
- "Buszy" (2016)
- "Taken" (2016)
- "2 Rotten" (2017)
- "Spitfire" (2019, The Prodigy cover)
- "Reprogram" (2019)
- "Dogs of War" (2019)
- "Armoured Core" (2020, featuring Kid Bookie)
- "I Ain't Depressed" (2020, with Dropout Kings)
- "Planet Zero" (2021)
- "Hyperdialect" (2021)

### Raccolte
- "(Rock) Superstar" (2015, Cypress Hill cover for Rock Sound: Worship and Tributes compilation)
- "Break Stuff" (2016, Limp Bizkit cover for Metal Hammer XXX: Decades of Destruction compilation)
- "Duality" (2019, Slipknot cover for March of the Maggots: A Tribute to Slipknot compilation)

### Collaborazioni
- The Qemists - Jungle (Warrior Sound, 2016)

## Videografia
- Da Hacktivist:
  - "Cold Shoulders" (2012)
  - "Unlike Us" (2012)
  - "Hacktivist" (2012)
- "Niggas in Paris" (Kanye West and Jay-Z cover; 2013)
- Da Outside the Box:
  - "Elevate" (2013)
  - "False Idols" (2014)
  - "Deceive and Defy" (2014)
  - "Buszy" (2016)
  - "Taken" (2016)
  - "Hate" (2016)
  - "No Way Back" (2016)
- "2 Rotten" (2017)
- "Spitfire" (2019)
- From Hyperdialect:
  - "Reprogram" (2019)
  - "Dogs of War" (2019)
  - "Armoured Core" (featuring Kid Bookie; 2020)
  - "Planet Zero" (2021)